# Christian Kunert (Fußballspieler)
Christian Kunert (* 4. August 1986) ist ein deutscher Fußballspieler. Er spielt seit Sommer 2014 für den FV Biebrich 02.

## Karriere
Kunert kam 2003 vom FV Gröditz zum Chemnitzer FC. Ab der Saison 2004/05 spielte er in der Herrenmannschaft. 2008 gelang dem CFC der Aufstieg in die Regionalliga. Ein Jahr später wechselte er zum SV Wehen Wiesbaden. Dort gelang es ihm nicht, zum Stammspieler zu werden und er wurde 2010/11 ausschließlich in der zweiten Mannschaft eingesetzt. Im Sommer 2011 wechselte er in die Gruppenliga zum RSV Würges. Nach dem Abstieg 2012 ging er zum Verbandsligisten TSV Schott Mainz, mit dem er 2014 als Meister in die Oberliga RPS aufstieg. Danach verließ er den Verein und wechselte zum FV Biebrich 02.